# 木下優樹菜の料理番組「ゆきなんち」
『木下優樹菜の料理番組』（きのしたゆきなのりょうりばんぐみ）は、2009年6月9日深夜にフジテレビで放送された料理番組。木下優樹菜の初冠番組。
その後「木下優樹菜の料理番組ゆきなんち」として『ニューカマーズ』枠で第2弾が2010年2月22日に放送、第3弾が同年3月15日に放送された。本稿ではそれについても述べる。

## 内容
おバカタレントでブレークした料理好きの木下優樹菜が、芸能界の本当の友達をゲストに招き料理を作る番組。2008年4月2日に放送された『パボトーク』と同じシリーズである。

### 番組名
最初に予定されていた番組名は『木下優樹菜の料理番組（仮）』や『ヘキサゴン特別番組（仮）』、『ゆきなんち。』と色々あったが、結局『木下優樹菜の料理番組』というタイトルになった。
また、番組中にギャル曽根が次回やるときは「ゆきなんち。」という番組名がいいと提案している。
2010年2月22日に第2弾、3月15日に第3弾が放送されたが、タイトルは『木下優樹菜の料理番組「ゆきなんち」』となったため、ギャル曽根の提案はほぼ通った形になった。

## 出演
メイン
- 木下優樹菜

ゲスト
- 第1弾 2009年6月9日放送
  - スザンヌ
  - 西山茉希
  - ギャル曽根
- 第2弾 2010年2月22日放送
  - 西山茉希
  - 高橋愛（モーニング娘。・当時）
  - 浦浜アリサ
- 第3弾 2010年3月15日放送
  - はるな愛
  - ギャル曽根
  - トリンドル玲奈

## 各局の放送
- 第1弾
  - さくらんぼテレビ　2009年8月7日 25:15-26:15（金曜夜ふかし亭で放送。）
  - 関西テレビ　放送済み。

- 第2弾
  - さくらんぼテレビ　2010年6月4日 25:05-26:05（金曜夜ふかし亭で放送。）
  - 関西テレビ　放送されていない

- 第3弾
  - さくらんぼテレビ　2010年7月9日 25:05-26:05（金曜夜ふかし亭で放送。）
  - 関西テレビ　2010年6月5日 26:45-27:45